# Lycophotia nitescens
Lycophotia nitescens là một loài bướm đêm trong họ Noctuidae.